# Léon Charles Thévenin
León Charles Thévenin (IPA: [tev(ə)nɛ̃]) (Francia Császárság, Meaux, 1857. március 30. – Franciaország, Párizs, 1926. szeptember 21.) francia távíró mérnök, aki kiterjesztette Ohm törvényét összetett áramkörökre.

## Élete
Meaux-ban született 1857-ben. 1876-ban végzett az École Polytechnique párizsi elit egyetemen. Két évvel később, 1878-ban csatlakozott a Corps des télécommunications-hoz, a távirati mérnökök alakulatához, ahol távírókkal dolgozott. 1882-ben kezdett az École supérieure de télégraphie egyetemen villamosságtant és matematikát tanítani. Az itteni kutatásának eredményeként fejlesztette ki – Ohm törvényének és a Kirchhoff-törvények tanulmányozásával – a róla elnevezett tételt, a Thévenin-tételt. Az elmélet már 1853-ban megszületett Hermann Ludwig von Helmholtz fejében, de Thévenin teljesen függetlenül jutott ugyanarra a következtetésre. A tétel lehetővé teszi összetett áramkörök egyszerűbb áramkörökkel való helyettesítését.
A felfedezésének publikációját követően a Institut national agronomique felkérte mechanikakurzusok, majd később matematikaszemináriumok tartására, amelyeket 1926-os haláláig tartott. 1896-ban kinevezték az École supérieure igazgatójának, ahonnan 1901-ben leváltották. Ekkor számos műhely, köztük a Brune körúti bélyeggyártó műhely főmérnöke volt, amely pozíciókat büszkén töltötte be 1914-es nyugdíjba vonulásáig.
1926. szeptember 21-én halt meg Párizs 13. kerületében.

## Lásd még
- Thévenin-tétel
- Hermann Ludwig von Helmholtz

## Fordítás
- Ez a szócikk részben vagy egészben  a   Léon Charles Thévenin című angol Wikipédia-szócikk fordításán alapul.  Az eredeti cikk szerkesztőit annak laptörténete sorolja fel. Ez a jelzés csupán a megfogalmazás eredetét és a szerzői jogokat jelzi, nem szolgál a cikkben szereplő információk forrásmegjelöléseként.
- Ez a szócikk részben vagy egészben  a   Léon Charles Thévenin című francia Wikipédia-szócikk fordításán alapul.  Az eredeti cikk szerkesztőit annak laptörténete sorolja fel. Ez a jelzés csupán a megfogalmazás eredetét és a szerzői jogokat jelzi, nem szolgál a cikkben szereplő információk forrásmegjelöléseként.